# Ogcodes ottuc
Ogcodes ottuc är en tvåvingeart som beskrevs av Nartshuk 1982. Ogcodes ottuc ingår i släktet Ogcodes och familjen kulflugor. Inga underarter finns listade i Catalogue of Life.